# Walter E. Lellek

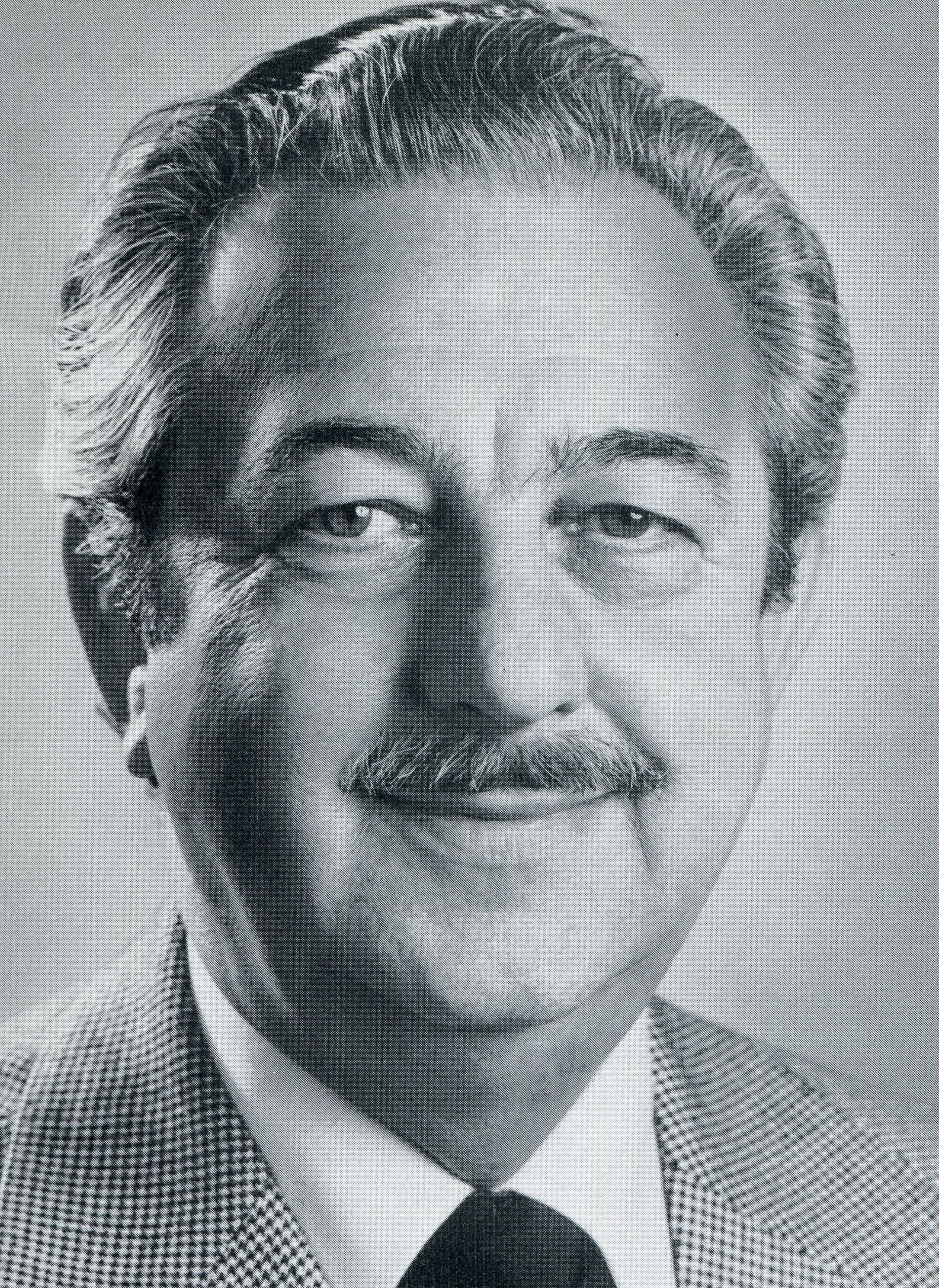
Walter E. Lellek (1978)

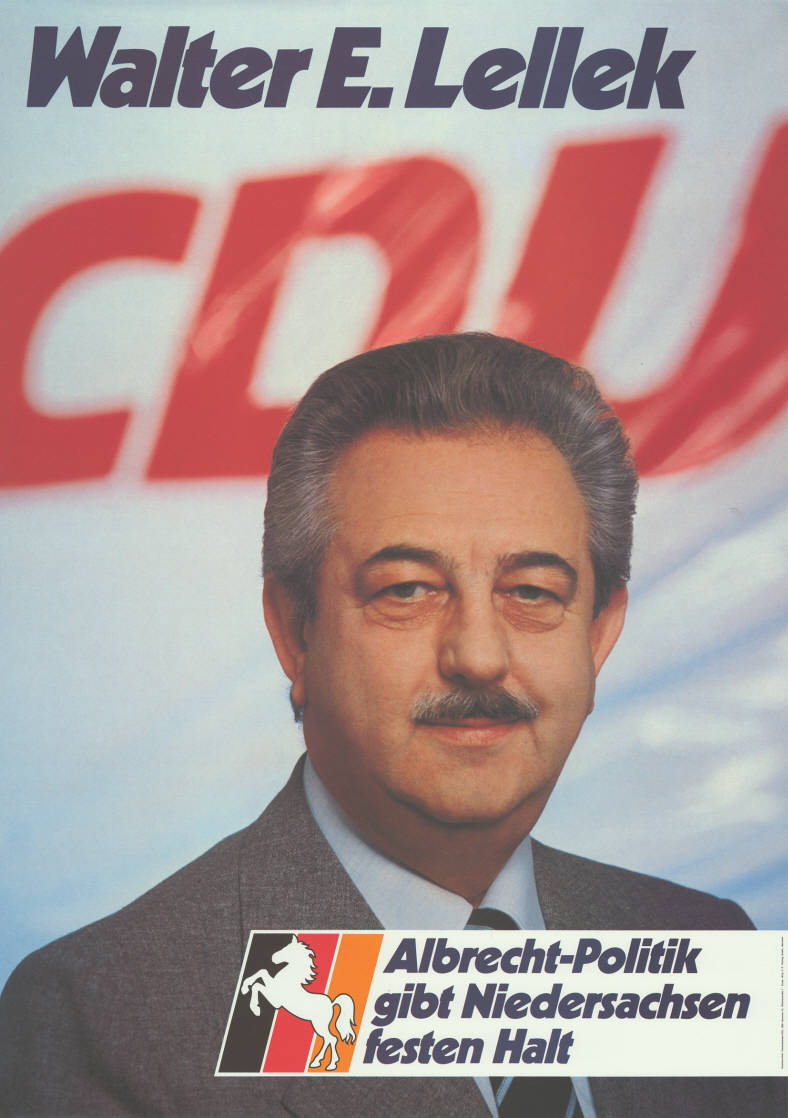
Kandidatenplakat zur Landtagswahl in Niedersachsen 1982

Walter E. Lellek (* 11. März 1924 in Kattowitz, Oberschlesien; † 6. Februar 1998 in Wolfsburg) war ein deutscher Politiker (CDU) und Mitglied des Niedersächsischen Landtages.
Nachdem Walter Lellek die Reifeprüfung am Charlottenburger Gymnasium in Berlin abgelegt hatte, studierte er von 1950 bis 1954 an der Hochschule für Politik und der Freien Universität Berlin die Fächer Politologie, Rechtswissenschaft und Volkswirtschaft. Das Studium schloss er als Diplom-Politologe (Dipl. sc. pol.) ab. Er war für einige Zeit beim Senator für Inneres in Berlin tätig. 1954 begann er im Volkswagenwerk Wolfsburg ein Volontariat und arbeitete später im Export und in der Werbeabteilung. Nach einem Aufbaustudium an der University of Cambridge leitete er von 1963 bis 1989 für die Volkswagen AG die Fremdsprachenzentrale.
Walter Lellek trat der CDU im Jahr 1953 bei. Bereits als Student wirkte er als Vorsitzender einer Hochschulgruppe des RCDS, später wurde er in Wolfsburg Kreisvorsitzender der Jungen Union (1954–1964) und ebenso deren stellvertretender Bezirksvorsitzender. In den Jahren von 1969 bis 1973 war er zudem Kreisvorsitzender der CDU Wolfsburg und bis zum Jahr 1974 Mitglied des Bezirksvorstandes. Für den Bezirksverband Lüneburg der CDU wirkte er auch als Mitglied des Bezirksausschusses. In mehreren Ausschüssen des Rates der Stadt Wolfsburg war Lellek in den Jahren 1961–1972 als Bürgervertreter engagiert, von 1972 bis 1976 war er Mitglied des Wolfsburger Rates. Vom 21. Juni 1970 bis 20. Juni 1990 war Walter Lellek direkt gewähltes Mitglied des Niedersächsischen Landtages (7. bis 11. Wahlperiode).
Er war römisch-katholisch, seit 1957 verheiratet und hatte drei Söhne. Sein Vater war der Architekt Josef M. Lellek.

## Öffentliche Ämter
Walter Lellek war Mitglied in vielerlei Verbänden, Kommissionen und Organisationen, so war er Mitglied der Kommission für Volksgruppenrecht und Aussiedlerfragen der CDU/CSU-Bundestagsfraktion, Abgeordneter der Schlesischen Landesversammlung, Mitglied des Beirates für Erwachsenenbildung der Oskar Kämmer Schule, Gemeinnützige Schulgesellschaft mbH in Braunschweig, Mitglied des Vorstandes der Stiftung Schlesien und Vorsitzender des Vorstandes des Jugendbildungswerkes für Europa e.V. in Hannover. In den Jahren 1974 bis 1978 war er zudem Mitglied der Verbandsversammlung des Verbands Großraum Braunschweig. Als Vorsitzender des „Trägervereins Landesmuseum Schlesien“ leistete er wesentliche Vorarbeit für das heutige Schlesische Museum zu Görlitz.